# 埃迪卡拉纪末期灭绝事件
埃迪卡拉紀末期滅絕事件（英語：End-Ediacaran extinction）又稱震旦紀末期滅絕事件，是一次可能發生在約5.42億年前埃迪卡拉纪末期的大滅絕。該次事件包括疑源類生物的大型集體滅絕、埃迪卡拉生物群突然消失以及寒武紀大爆發之前的一段地球生命空白期。

## 前埃迪卡拉纪生物
在埃迪卡拉纪（又被稱作震旦紀）的地層，有兩種主要的化石種類：一種是稱作埃迪卡拉生物群的軟體生物，其化石被微生物殘骸所形成的軟墊保存了下來；另一種則是鈣化生物（英語：calcifying organisms），例如具有碳酸鈣骨架的克勞德管蟲以及納馬籃蟲。由於這兩種生物群同時突然在埃迪卡拉纪末期（約5.42億年前）消失，他們的滅絕無法簡單以原先所猜測的埃迪卡拉型保存層的關閉來解釋。

## 後埃迪卡拉纪生物
在寒武紀早期（埃迪卡拉纪剛結束）的化石紀錄中，出現了生物鑽洞的活動量與型態多樣性同時突然的增加的現象（寒武紀底質革命）。然而，寒武紀大爆發所導致的化石增加並沒有隨即發生。這表示寒武紀大爆發並不是取代原先的生物群而使其滅絕。反之，與現有資料比較相符的解釋是因為生態區位的空出，使後來輻射演化出的各種生物能順利地填入相符的區位。
如果在後埃迪卡拉纪時期發現任何埃迪卡拉生物，就表示牠們並非都在寒武紀開始時就絕滅了。有些屬於下寒武紀的生物，如奇翼虫，一度被認為屬於埃迪卡拉生物群，但這個假說如今已不再盛行。另一個可能的埃迪卡拉倖存者是Ediacaria，因為在上寒武紀地層中有發現疑似是其固著器的結構，但科學界尚未有共識。如果這真的是埃迪卡拉生物所留下的遺跡，表示其並未在本次大滅絕中完全消失。然而，反對此說者認為，這些化石實際上並不具有生物性的起源，但越來越多證據表明它應該是一個有機體（或至少是起源於生物，例如微生物菌落），只是與埃迪卡拉生物群無關。

## 倖存的生物種類
顯然，有部分生物存活過了這次大滅絕，因此地球上的生命才得以存續至今。然而，只有極少部分的生物種類在埃迪卡拉纪-寒武紀交界帶兩側被同時發現。其中一種是凝集的有孔蟲門生物Platysolenites。其他明顯的倖存者，例如奇翼虫，被重新解釋為與埃迪卡拉生物群無關，但是2020年的最新研究表明其属于埃迪卡拉生物群中花瓣动物门的成员，与之类似的还有云南澄江生物群中的春光蟲屬也是该次灭绝事件中的幸存者。

## 地質化學證據
在埃迪卡拉纪末期地層中，出現了一個負的δ13C偏差訊號。這是一個時常伴隨著大滅絕發生而出現的地質化學訊號。

## 沉積證據
這段時期的地質紀錄中，有黑色頁岩沉積的增加，表示著全球性的缺氧。這可能是全球性洋流的變化所造成的。